# Lista de rios da Eritreia
Esta é uma lista de rios e arroios da Eritreia. Geralmente, os rios da Eritreia são divididos em três grupos: aqueles que terminam no Sudão, os em direção ao Mar Vermelho e os em direção ao Triângulo de Afar.
- Rio Aligide
- Rio Anseba
- Rio Barka
- Rio Comaile
- Rio Damas
- Rio Marebe
- Rio Haddas
- Rio Lebka
- Rio Obel
- Rio Setit
- Rio Laba
- Rio Wokiro